# Heather Moyse
Heather Moyse (Summerside, Canadà 1978) és una corredora de bobsleigh, guanyadora de dues medalles olímpiques d'or.

## Biografia
Va néixer el 23 de juliol de 1978 a la ciutat de Summerside, població a l'Illa del Príncep Eduard (Canadà).

## Carrera esportiva
Va participar, als 27 anys, als Jocs Olímpics d'Hivern de 2006 realitzats a Torí (Itàlia), on va finalitzar en quarta posició en la prova de bobs a 2 fent parella amb Helen Upperton. En els Jocs Olímpics d'Hivern de 2010 realitzats a Vancouver (Canadà) va aconseguir guanyar la medalla d'or en la prova de bobs a 2 fent parella amb Kaillie Humphries, un metall que aconseguiren revalidar en els Jocs Olímpics d'Hivern de 2014 realitzats a Sotxi (Rússia).
Al llarg de la seva carrera ha guanyat dues medalles de bronze en el Campionat del Món de Bobsleigh. El 2006 participà en el Campionat del Món de rugbi femení formant part de l'equip canadenc, que finalitzà en quarta posició.